# 乌家培
乌家培（1932年5月—），男，浙江宁波人，中国经济学家，中国数量经济学、信息经济学创始人。乌家培是中国首位参加太平洋经济合作委员会（PECC）太平洋经济展望（PEO）专家组的经济学家、首位参与世界经济预测联结模型Link项目的经济学家。

## 生平
1955年，乌家培毕业于东北财经大学的统计学系。1986年起，先后就职于中国社会科学院经济研究所和中国社会科学院数量经济研究所。历任研究所研究实习员，研究员，博士生导师，研究室主任和研究所所长等职务。
1980年至1982年，作为访问学者，乌家培赴美国宾夕法尼亚大学经济学系访问。1987年，就职于中国国家信息中心，先后担任中心总经济师，副主任和专家委员会主任。并兼任有信息经济与技术研究所所长的职务。1992年至1993年，担任日本大阪大学社会经济研究所的客座教授。

## 社会兼职
现任中国国家信息中心专家委员会名誉主任，中国信息经济学会名誉理事长，中国数量经济学会名誉理事长和中国信息经学信息学院的名誉院长，中国信息协会副会长，中国民航信息网络股份有限公司的独立董事，全国20余所高等院校的兼职教授。

## 奖项和荣誉
- 1984年，孙冶方经济科学论文奖
- 1992年，中国国家计委科技进步奖
- 中国经济学奖

## 主要著述
- 《经济数学方法研究》，1980年
- 《经济数量分析概论》，1983年
- 《数量经济学若干问题》，1985年
- 《乌家培选集》，1987年
- 《中国宏观经济模型研究》，1986年
- 《经济大辞典·数量经济学卷》，1988年
- 《经济信息与信息经济》，1991年
- 《信息与经济》，1991年
- 《宏观经济控制论》，1990年
- 《中国宏观经济分析导论》，1993年
- 《经济、信息、信息化》，1996年
- 《信息经济与知识经济》，1999年
- 《Economy and Information》（《经济和信息》），1994年